# گراماجه
گراماجه (به صربی: Gramađe) یک منطقهٔ مسکونی در صربستان است که در ولادیچین خان واقع شده‌است. گراماجه ۲۴۶ نفر جمعیت دارد.